# Herrestad, Kärda

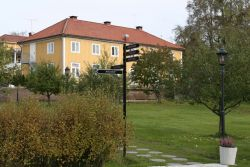
Annexet i trägarden på Herrestads säteri

Herrestads säteri är en herrgård i Kärda socken i Värnamo kommun.
Gården omtalas i källorna redan på 1300-talet. Från 1813 till sin död 1859 var Emilie Petersen, Mormor på Herrestad, verksam här.
Nuvarande ägare (sedan 1996) är Jonas Thern.